# Fuji Xerox

Logo

Die Fuji Xerox Co., Ltd. wurde von den beiden Unternehmen Fuji Photo Film und Rank Xerox 1962 als 50:50-Teilhaberschaft gegründet, um Rank Xerox mit seinen Fotokopierern einen einfacheren Zugang zum Markt in Japan und dem pazifischen Raum zu ermöglichen. Beide Unternehmen erhielten dabei auch jeweils Zugriff auf Patente, Technologien und Produkte des anderen Partners.
Fuji Xerox Co., Ltd. ist heute ein Joint-Venture-Unternehmen von Fuji Photo Film Co. (75 %) und Xerox (25 %). Es erwirtschaftet einen Umsatz von rund acht Milliarden US-Dollar und beschäftigt rund 30.000 Mitarbeiter im asiatisch-pazifischen Raum, darunter über 20.000 Angestellte in Japan.
Ursprünglich nur als Vermarkter der Rank-Xerox-Produkte in Asien geplant, fing Fuji Xerox später an, eigene Kopiergeräte zu entwickeln. Fuji Xerox ist für viele technische Innovationen verantwortlich (zum Beispiel den ersten Multifunktionsdrucker der Welt, den „Xero-Drucker 100“, vermarktet ab 1987) und ist auch der Hersteller vieler Geräte, die durch Xerox verkauft werden.
Seit 1991 nennt sich Fuji Xerox „The Document Company“, der Begriff wurde 1995 in das Unternehmenslogo integriert.
Xerox hat am 20. Dezember 2000 den Unternehmensbereich China für 550 Millionen US-Dollar an Fuji Xerox verkauft. Im Rahmen der Übereinkunft sind alle Produktions-, Vertriebs- und Servicebereiche in China und Hongkong an Fuji Xerox übergegangen.
Im Geschäftsfeld Digitaldruck (Print On Demand) besteht zwischen Fujifilm und Xerox seit Gründung von Fuji Xerox als Joint-Venture-Unternehmen im Jahr 1962 eine enge Verbindung. Fuji Xerox produziert seit 1962 die DocuColor-Produktreihe von digitalen Drucksystemen für Xerox. 2001 wurde Fuji Xerox in die Fujifilm-Gruppe integriert und gehört heute zusammen mit der Fujifilm Corporation zur Fujifilm Holding mit Sitz in Tokio, Japan.